# Jade (kommune)
 For alternative betydninger, se Jade (flertydig). (Se også artikler, som begynder med Jade)
Jade er en kommune i den vestlige del af i Landkreis Wesermarsch i den tyske delstat Niedersachsen.

## Geografi
Kommunen Jade er den vestligste kommune i Landkreis Wesermarsch. Den ligger omkring 25 kilometer nord for Oldenburg og omkring 30 kilometer syd for Wilhelmshaven. Landkreisens administrationsby Brake ligger 20 kilometer væk. Kommunen grænser på en 12 kilometer lang strækning til Jadebusen som er en del af Nationalpark Niedersächsisches Wattenmeer. Floden Wapel munder ved Jade ud i floden Jade, som løber gennem kommunen, og som den har navn efter.

### Nabokommuner
Jade grænser mod nord til Jadebusen, mod nordøst til kommunen Stadland og mod sydøst til Ovelgönne, begge i Landkreis Wesermarsch. Mod vest grænser den til kommunen Rastede i Landkreis Ammerland og mod nordvest til byen Varel i Landkreis Friesland.

### Inddeling
I kommunen ligger landsbyerne:
- Jaderberg (ca. 3.200 indbyggere)
- Schweiburg (ca. 750 indbyggere)
- Jade (ca. 360 indbyggere)
- Mentzhausen (ca. 335 indbyggere)
- Diekmannshausen (ca. 290 indbyggere)

Kommunens administration ligger i Jade.
Ud over landsbyerne ligger i kommunen bebyggelserne Achtermeer, Bollenhagen, Jaderaußendeich, Kreuzmoor, Norderschweiburg, Sehestedt, Augusthausen, Rönnelmoor, Wapelersiel og Wapelergroden zur Gemeinde Jade.